# Antoine-Roger Bolamba
Antoine-Roger Bolamba, né à Boma le 13 juillet 1913 et mort à Kinshasa le 2 juillet 2002, connu depuis 1972 comme Bolamba Lokolé, est le premier écrivain et journaliste kino-congolais.

## Biographie
Antoine-Roger Bolamba devenu Bolamba Lokolé (sous la zaïrianisation) est né le 13 juillet 1913 à Boma dans la province du Bas-Congo (aujourd'hui Congo Central). Dès l'enseignement secondaire, il montre un intérêt grandissant pour la littérature. Après la fin de ses études, il travaillera au FOREAMI (Fonds reine Élisabeth pour l’assistance médicale aux indigènes). 
A la fin des années 1930 commence sa carrière d’écrivain, essayiste et poète. Il est encouragé par la section de Léopoldville des Amis de l'art congolais à contribuer à leur revue Brousse  et à participer aux concours littéraires qu'elle organise. De cette époque date le manuscrit de L'Échelle de l'araignée : récit (1938), qui paraîtra en 1941 en revue et en 1942 dans un petit volume portant le sous-titre conte bakongo. En 1939, il se présente au concours littéraire de l’Association des Amis de l’Art indigène avec Les aventures de Ngoy, héros légendaire de Bangala qui parait dans Brousse' en 1940. Il se présente plus tard pour la première édition du Prix littéraire de la Foire coloniale avec Essai sur la vie et les mœurs des Mongo. Et là une fois de plus, il ne gagne pas de prix. C’est en 1950 qu'il verra son œuvre Elima Nganga primée.
En 1945, le Gouvernement général du Congo belge met en place un magazine spécialement créé pour s'adresser aux personnalités congolaises instruites et urbanisées qu'on appelle alors les "évolués"; Antoine-Roger Bolamba est choisi pour en être le rédacteur-en-chef. C'est ce qui lui vaut d'effectuer, en 1952, avec une délégation de personnalités congolaises, un voyage officiel en Belgique, à l'occasion duquel il rencontrera d’autres écrivains d’Afrique noire et des Caraïbes. L'Anthologie de Senghor et le mouvement de la Négritude avaient été présentés à Léopoldville par l'écrivain Henri Drum dès 1948. C’est dans la capitale aussi, en 1954, que Bolamba rencontre le poète guyanais Léon-Gontran Damas venu en voyage officiel. Cette rencontre, Bolamba l'évoque dans La Voix du Congolais'. Peu de temps après sa rencontre avec Damas, il publie chez Présence africaine Esanzo ! chants pour mon pays (1955), qui bénéficie d'une préface de Léopold Senghor.
En 1956, il prend part, accompagné de l’écrivain Paul Lomami Tshibamba qui travaillait comme lui pour le Service d'Information du Gouvernement Général, au Congrès des écrivains et artistes noirs à Paris sur le thème de la Négritude. Pendant les années qui vont suivre, il mettra entre parenthèses sa carrière d’écrivain pour se consacrer à la politique.
En 1956, il fait un stage au ministère des Colonies qu'il quittera une année plus tard.
Il devient vice-président du Parti de l’indépendance et de la liberté en 1959 et finit par se présenter aux législatives en Équateur sous la bannière du Mouvement national congolais de Patrice Lumumba. Après l’indépendance, il occupera des postes dans divers gouvernements.
Il fut nommé Secrétaire d’État à l’Information et aux Affaires culturelles par Patrice Lumumba, puis plus tard ministre de l’Information du Gouvernement Adoula en 1963.
L’un de ses célèbres poèmes  Lokolé est inspiré de la tradition populaire mongo.
Son petit-fils Tony Cassius Bolamba fut le premier Gouverneur élu de la nouvelle province de l'Equateur. Il gouverna du 26 mars 2016 au 7 septembre 2017. Consultant international et lobbyiste, il s'occupe aujourd'hui de ses affaires privées entre l'Europe, l'Amérique et certains pays d'Afrique de l'Ouest.

## Œuvres
- L’échelle de l’araignée, contes bakongo (préf. de Joseph d’OLIVEIRA, ill. de l’auteur), s.l. [Léopoldville], s.d. [1938].
- Les Aventures de Ngoy, 1940.
- La chaîne brisée (conte), La Voix du Congolais, 2, mars-avril 1945.
- Premiers essais (préf. de Olivier DE BOUVEIGNES [pseud. de Léon Guébels]), Élisabethville, Éditions de l’Essor du Congo, 1947.
- Relations entre Blancs et Noirs, La Voix du Congolais, 23 (1948), p. 54.
- Les problèmes de l’évolution de la femme noire, Élisabethville, L’Essor du Congo, 1949 (coll. « Études sociales »).
- Elima-Nganga (récit-fable), Bruxelles, Éditions du Progrès, 1950.
- Esanzo, chants pour mon pays, poésie, Présence Africaine, 1955, 42 pages.
- Carnets de voyage (Congo-Belgique, 1945-1959), Textes choisis, présentés et annotés par Christophe Cassiau- Haurie avec la collaboration de Jacques Hellemans. Vignettes de Barly Baruti. Paris : Éd. L’Harmattan, coll. L’Afrique au cœur des lettres, 2009, 280 p[2].